# Abdullah Gül
Abdullah Gül, turški politik, * 29. oktober 1950, Kayseri, Turčija.
Abdullah Gül je nekdanji predsednik Republike Turčije in s tem tudi poveljnik turških oboroženih sil.; funkcijo je opravljal med 28. avgustom 2007 in 28. avgustom 2014. Pred tem je bil med letoma 2002 in 2003 štiri mesece ministrski predsednik Turčije, nato pa med 2003 in 2007 zunanji minister Turčije.